# M82 X-2
M82 X-2 — рентгеновский пульсар в галактике Мессье 82, находится на расстоянии около 12 млн световых лет от Солнца. Является исключительно мощным источником, излучаемая энергия эквивалентна 10 млн светимостей Солнца. Объект входит в состав двойной системы: если предположить средний размер пульсара и массу 1,4 солнечной, то звезда-компаньон должна обладать массой не менее 5,2 массы Солнца. В среднем пульсар вращается с периодом 1,37 секунды, оборот вокруг более массивного компонента занимает 2,5 дня.
M82 X-2 является ультраярким рентгеновским источником, он высвечивает в 100 раз больше энергии, чем предсказывает теория для объекта такой массы. Светимость во много раз превосходит предел Эддингтона, верхний предел для светимости объекта данной массы. Возможным объяснением превышения предела могут являться геометрические эффекты, возникающие при течении падающего на объект вещества вдоль линий магнитного поля.
Хотя и раньше M82 X-2 считался рентгеновским источником, но его природа была выяснена только в ходе наблюдательной кампании по исследованию сверхновой SN 2014J в январе 2014 года. При анализе данных NuSTAR учёные обнаружили пульсации в рентгеновском спектре, идущие из области рядом со сверхновой. Данные обсерваторий Чандра и Swift подтвердили открытие и показали необходимость улучшения пространственное разрешения области для определения точного положения источника.